# The Red Bullet Tour
Il BTS Live Trilogy Episode II: The Red Bullet, comunemente noto come The Red Bullet Tour, è il primo tour di concerti del gruppo musicale sudcoreano BTS.
La prima parte della tournée si è svolta dal 17 ottobre 2014 all'8 marzo 2015 solo in Asia, mentre la seconda parte ha portato il gruppo anche in Australia, Stati Uniti e America Latina dal 6 giugno al 29 agosto 2015. Sono stati coinvolti 80.000 spettatori in diciotto città suddivise in tredici Paesi.

## Retroscena
In seguito all'uscita del loro primo album in studio Dark & Wild nell'agosto 2014, il 6 settembre i BTS hanno pubblicato un video teaser su YouTube e un poster con i quali hanno annunciato il loro primo tour di concerti, che sarebbe cominciato a ottobre con due spettacoli all'AX-Korea di Seul. I biglietti per le due date sono andati esauriti in due minuti, portando all'aggiunta di una terza data in Corea del Sud, seguita da ulteriori concerti in Giappone, Filippine, Singapore e Thailandia.

## Scaletta
I BTS hanno utilizzato la seguente scaletta a Pasay il 7 dicembre 2014. Potrebbe differire da quella delle altre date.
1. N.O
2. We Are Bulletproof Pt. 2
3. We On
4. Hiphop Lover
5. Let Me Know
6. Rain
7. Blanket Kick
8. Just One Day
9. Look Here
10. Outro: Propose
11. No More Dream
12. Tomorrow
13. Miss Right
14. Like
15. If I Ruled The World
16. Jump
17. Cypher Pt.3 Killer
18. Cypher Pt.2 Triptych
19. War of Hormone
20. Danger
21. Boy In Luv

Encore
1. Road
2. Jump
3. Attack On Bangtan
4. Satoori Rap

## Date del tour
| Data             | Città     | Stato         | Luogo                           | Presenze |
| ---------------- | --------- | ------------- | ------------------------------- | -------- |
| 17 ottobre 2014  | Seul      | Corea del Sud | AX-Korea                        | 5.000    |
| 18 ottobre 2014  | Seul      | Corea del Sud | AX-Korea                        | 5.000    |
| 19 ottobre 2014  | Seul      | Corea del Sud | AX-Korea                        | 5.000    |
| 13 novembre 2014 | Kōbe      | Giappone      | Kobe Kokusai Hall               | 10.000   |
| 14 novembre 2014 | Kōbe      | Giappone      | Kobe Kokusai Hall               | 10.000   |
| 16 novembre 2014 | Tokyo     | Giappone      | Tokyo International Forum       | 10.000   |
| 7 dicembre 2014  | Pasay     | Filippine     | Mall of Asia Arena              | N.D.     |
| 13 dicembre 2014 | Singapore | Singapore     | The Star Performing Arts Centre | N.D.     |
| 20 dicembre 2014 | Bangkok   | Thailandia    | CWN Hall                        | N.D.     |
| 8 marzo 2015     | Taipei    | Taiwan        | New Taipei City Exhibition Hall | 4.000    |

## Estensione

### Annuncio
Il 7 maggio 2015 i BTS hanno annunciato un'estensione mondiale del tour, comunicando che sarebbe iniziata il 6 giugno seguente alla Mega Star Arena in Malaysia, per poi proseguire a luglio in Australia e Stati Uniti.

### Accoglienza
I concerti a Dallas, Chicago, Los Angeles e New York hanno fatto sold out in pochi minuti, e i BTS si sono esibiti per oltre 12.500 fan durante la tappa nordamericana. Anche i due spettacoli a Melbourne e Sydney sono andati esauriti e sono stati aggiunti dei biglietti in più a causa delle numerose richieste. È accaduto lo stesso anche in Brasile, dove i promotori hanno dovuto spostare il concerto da una struttura con una capacità massima di 2.000 persone ad una con una capienza più che doppia.
Secondo Billboard, a New York i BTS hanno reso lo spettacolo "molto più memorabile" di altri concerti K-pop mostrando "un lato più rilassato e più libero", anche se la serata è stata interrotta anzitempo a causa di alcune minacce di morte comparse online.

### Scaletta
I BTS hanno utilizzato la seguente scaletta a Sydney il 10 luglio 2015. Potrebbe differire da quella delle altre date.
1. N.O
2. We Are Bulletproof Pt. 2
3. We On
4. Hiphop Lover
5. Let Me Know
6. Rain
7. Blanket Kick
8. Just One Day
9. Look Here
10. Outro: Propose
11. No More Dream
12. Tomorrow
13. Miss Right
14. Like
15. If I Ruled The World
16. Jump
17. Cypher Pt.3 Killer
18. Cypher Pt.2 Triptych
19. War of Hormone
20. Danger
21. I Need U
22. Boy In Luv

Encore
1. Road
2. Dope
3. Boyz With Fun
4. Attack On Bangtan

### Date del tour
| Data           | Città             | Stato       | Luogo                            | Presenze |
| Asia           | Asia              | Asia        | Asia                             | Asia     |
| -------------- | ----------------- | ----------- | -------------------------------- | -------- |
| 6 giugno 2015  | Kuala Lumpur      | Malaysia    | Mega Star Arena                  | 3.000    |
| Oceania        |                   |             |                                  |          |
| 10 luglio 2015 | Sydney            | Australia   | Roundhouse                       | N.D.     |
| 12 luglio 2015 | Melbourne         | Australia   | Plenary 1                        | N.D.     |
| Nordamerica    |                   |             |                                  |          |
| 16 luglio 2015 | New York          | Stati Uniti | Best Buy Theater                 | 12.500   |
| 18 luglio 2015 | Grand Prairie     | Stati Uniti | Verizon Theatre at Grand Prairie | 12.500   |
| 24 luglio 2015 | Rosemont          | Stati Uniti | Rosemont Theatre                 | 12.500   |
| 26 luglio 2015 | Los Angeles       | Stati Uniti | Club Nokia                       | 12.500   |
| America Latina |                   |             |                                  |          |
| 29 luglio 2015 | Città del Messico | Messico     | Pabellon Oeste                   | N.D.     |
| 31 luglio 2015 | San Paolo         | Brasile     | Espaço das Américas              | 6.000    |
| 2 agosto 2015  | Santiago          | Cile        | Movistar Arena                   | N.D.     |
| Asia           |                   |             |                                  |          |
| 8 agosto 2015  | Pak Kret          | Thailandia  | Muang Thong Thani                | 5.000    |
| 29 agosto 2015 | Hong Kong         | Hong Kong   | AsiaWorld–Arena                  | 4.000    |